# カイル・ハミルトン
カイル・ハミルトン（Kyle Hamilton, 2001年3月16日 - ）は、アメリカ合衆国のプロアメリカンフットボール選手。ギリシャのクレタ島イラクリオン出身。NFLのボルチモア・レイブンズに所属している。ポジションはセイフティ。父は元プロバスケットボール選手のデリック・ハミルトン。

## 経歴

### 生い立ち
プロバスケットボール選手の父がギリシャのチームでプレーしていた2001年にギリシャで生まれる。その後は父の移籍に合わせてヨーロッパを転々とし、2003年に父が引退すると家族でアメリカ合衆国へ移住。以降はアメリカに定住した。

### カレッジ
ノートルダム大学に進学し、2年目の2020年にはオールACCファーストチームに選出された。3年目の2021年にはオールアメリカンファーストチームに選出された。このシーズン終了後、2022年のNFLドラフトへアーリーエントリーした。

### ボルチモア・レイブンズ
| 6 ft 4+1⁄8 in (193 cm) | 220 lb (100 kg) | 33 in (84 cm) | 9+1⁄8 in (23 cm) | 4.59 s | 1.57 s | 2.67 s | 4.32 s | 6.90 s | 38.0 in (97 cm) | 10 ft 11 in (3.33 m) |
| Source:                |                 |               |                  |        |        |        |        |        |                 |                      |

ドラフト全体14位でボルチモア・レイブンズから指名された。その後、2022年6月7日に4年総額1625万ドルのルーキー契約を結んだ。
2022年シーズンは16試合に出場し、62タックル、2.0サック、5パスディフレクションを記録した。
2023年シーズンは第16週のサンフランシスコ・49ers戦で5タックル、2インターセプトを記録し、AFCの週間最優秀守備選手に選出された。シーズンでは15試合に先発出場し、81タックル、3.0サック、13パスディフレクション、4インターセプトを記録して自身初のプロボウルおよびオールプロファーストチームに選出された。
2024年シーズンは全17試合に先発出場し、107タックル、2.0サック、9パスディフレクション、1インターセプトを記録してオールプロのセカンドチームと、2年連続のプロボウルに選出された。
2025年4月30日、チームから5年目の契約オプションを行使された。